# Unidos de Santa Bárbara
Grêmio Recreativo Cultural Social Escola de Samba Unidos de Santa Bárbara é uma escola de samba da cidade de São Paulo. Situada no bairro do Itaim Paulista, seu nome é uma homenagem à santa de devoção de seus fundadores.

## História
A Santa Bárbara foi criada como bloco carnavalesco em 1988, com a denominação G.R.C.B.S. Unidos de Santa Bárbara.
Os primeiros desfiles da entidade foram no próprio bairro, de forma meramente recreativa. De 1992 a 1995, a agremiação interrompeu suas atividades, devido ao falecimento do fundador e secretário-geral Everaldo Domingues. A partir de 1996, se filiou à UESP, passando a desfilar como bloco de enredo. Bicampeã da categoria, transformou-se em escola de samba, concorrendo pela última vez como bloco em 2008. Em 2009, fez sua estreia como escola de samba.

## Segmentos

### Presidentes
| Nome                                      | Mandato           | Ref.  |
| ----------------------------------------- | ----------------- | ----- |
| Sirlene Pereira de Lima "Mãe Helena"      | 1988 - 2000       |       |
| Manoel Messias de Souza Costa "Nel Costa" | 2000 - 2016       |       |
| Cassia Lima "Tia Cassia"                  | 2016 - atualidade | [ 6 ] |

### Presidentes de Honra
| Nome       | Mandato    | Ref. |
| ---------- | ---------- | ---- |
| Mãe Helena | atualidade |      |

### Intérpretes
| Carnavais     | Intérprete oficial | Referências |
| ------------- | ------------------ | ----------- |
| 2007-2015     | Jorginho Soares    |             |
| 2016-presente | André Ricardo      |             |

### Diretores
| Ano   | Diretor De Carnaval  | Diretor De Harmonia | Mestre De Bateria | Ref. |
| ----- | -------------------- | ------------------- | ----------------- | ---- |
| 2020- | Comissão De Carnaval | Rui Bezerra         | Wallace Ribeiro   |      |

### Coreógrafo
| Ano   | Nome          | Ref. |
| ----- | ------------- | ---- |
| 2020- | Márcio Dantas |      |

### Casal de Mestre-sala e Porta-bandeira
| Ano         | Nome                           | Ref.              |
| ----------- | ------------------------------ | ----------------- |
| 2014- atual | Welson Roberto e Waleska Alves | [ 6 ] [ 7 ] [ 8 ] |

### Corte de Bateria
| Período     | Rainha            | Madrinha        | Ref.  |
| ----------- | ----------------- | --------------- | ----- |
| 2014-2015   | Pitty             | Tatiane Sampaio | [ 8 ] |
| 2018-       | Renata Treme Tudo |                 | [ 9 ] |
| 2019- atual | Renata Treme Tudo |                 |       |

## Carnavais
| Ano  | Colocação | Grupo | Enredo | Carnavalesco | Ref.          |
| ---- | --- | --- | --- | --- | ------------- |
| 1996 | 4º lugar | Blocos Espera | Porque Hoje Eu Quero Brincar | Anderson Paulino |               |
| 1997 | 8º lugar | Blocos Grupo 1 | Crescei-vos, Multiplicai-vos e Perdoai-vos | Comissão de Carnaval                                                                                                   |               |
| 1998 | 4º lugar | Blocos Grupo 1 | Mulher Guerreira | Comissão de Carnaval                                                                                                   |               |
| 1999 | Campeã | Blocos Grupo 1 Leste                                                                                                   | Uma Homenagem ao Luiz Gonzaga | Comissão de Carnaval                                                                                                   |               |
| 2000 | Campeã | Blocos Especiais | São Tomé das Letras: É Ver para Crer | Anderson Paulino |               |
| 2001 | 4º lugar | Blocos Especiais | O Bloco dos Sem Teto na Festa da Marginália | Anderson Paulino |               |
| 2002 | 6º lugar | Blocos Especiais | Pura Adrenalina Neste Carnaval | Anderson Paulino |               |
| 2003 | 8º lugar | Blocos Especiais | Nada do que Foi Será do Jeito que Já Foi um Dia | Anderson Paulino |               |
| 2004 | 3º lugar | Blocos Especiais | 15 Anos de Lutas e Glórias nos 450 Anos da Cidade de São Paulo | Anderson Paulino |               |
| 2005 | 3º lugar | Blocos Especiais | Rei Canindé, Ao Índio Protetor, Santa Bárbara Canta em Seu Louvor | Comissão de Carnaval                                                                                                   |               |
| 2006 | Vice-campeã | Blocos Especiais | A Lavagem do Bonfim | Comissão de Carnaval                                                                                                   |               |
| 2007 | Campeã | Blocos Especiais | Dignidade Já - Santa Bárbara Traz Leão Lobo, Um Arco-íris de Talento e Alegria | Anderson Paulino |               |
| 2008 | Campeã | Blocos Especiais | Andar com fé eu vou, que a liberdade não costuma falhar | Anderson Paulino |               |
| 2009 | Vice-campeã | 4-UESP | Do sonho a realidade, que a boa notícia nos traz. Santa Bárbara e sua história, um novo sonho de Carnaval | Anderson Paulino |               |
| 2010 | Campeã | 3-UESP | Kosi Ewe - Salve as Folhas | Anderson Paulino |               |
| 2011 | Campeã | 2-UESP | Mulheres que vão a Luta... Divas do meu Carnaval | Anderson Paulino |               |
| 2012 | Campeã | 1-UESP | A fé é a minha bandeira. Sou Santa Barbara, da Pedra Pequena a guerreira, num afro canto de festas e devoção. Com o axé dos orixás vou conquistar seu coração                                                       | Comissão de Carnaval (Anderson Paulino, Hugo Passos, Jair de Souza e Anderson Rodrigues)                               |               |
| 2013 | 8º lugar | Acesso | Bem-vindos ao reino da gentileza | Comissão de Carnaval (Anderson Paulino, Hugo Passos, Cassia Lima e Jair de Souza)                                      |               |
| 2014 | 5º lugar | 1-UESP | Minha jangada vai sair pro mar, vou festejar o centenário de Dorival Caymmi - Alodê Iemanjá Oiá | Anderson Paulino |               |
| 2015 | 6° lugar | 1-UESP | Mystikos - Do esplendor da magia aos caminhos encantados desse meu Brasil | Anderson Paulino | [ 10 ]        |
| 2016 | 7º lugar | 1-UESP | Minha terra tem Palmares, onde sonham os quilombolas - A saga dos quilombolas do Brasil no Ylê de Oyácirãn Compositores:André Ricardo, Chico Maneiro, Rodrigo Minuetto, Rodolfo Minuetto, Celsinho Mody e Nel Costa | Anderson Paulino |               |
| 2017 | 4° lugar | 1-UESP | Os Encantos da Noite | Anderson Paulino | [ 11 ]        |
| 2018 | 7º lugar | Acesso 2 | Pernambuco você é nosso! O baile dos 200 anos da revolução pernambucana o Carnaval do leão coroado Alceu Valença | Anderson Paulino | [ 12 ]        |
| 2019 | 7º lugar | Acesso 2 | Caiçara, salve o povo da beira do mar Compositores: André Ricardo, Chico Manero, Nel Costa, Edivaldo, Gonçalves, Black e Edson Pires                                                                                | Anderson Paulino |               |
| 2020 | 10º lugar | Acesso 2 | Oyá | Anderson Paulino e Jair de Souza                                                                                       | [ 13 ]        |
| 2021 | Inicialmente adiados para o mês de julho, os desfiles do Carnaval 2021 foram cancelados devido a pandemia de Covid-19. | Inicialmente adiados para o mês de julho, os desfiles do Carnaval 2021 foram cancelados devido a pandemia de Covid-19. | Inicialmente adiados para o mês de julho, os desfiles do Carnaval 2021 foram cancelados devido a pandemia de Covid-19.                                                                                              | Inicialmente adiados para o mês de julho, os desfiles do Carnaval 2021 foram cancelados devido a pandemia de Covid-19. | [ 14 ]        |
| 2022 | 11º lugar | Acesso 2 | O Sol Nascerá | Anderson Paulino | [ 15 ] [ 16 ] |
| 2023 | 11º lugar | Acesso 2 | Kosi Ewe – Salve as Folhas | Anderson Paulino | [ 17 ]        |
| 2024 | 3º lugar | Especial de Bairros | A chama que aquece nossos corações, vamos celebrar a nossa fé | Jair Souza | [ 18 ]        |